# Nikola Saggio
Nikola Saggio (Longobardi, 6. siječnja 1650. – Rim, 3. veljače 1709.), talijanski svetac.

## Životopis
Rođen je u Calabriji, 6. siječnja 1650. Njegovi roditelji bili su Fulvio Saggio, poljoprivrednik i Aurelia rođena Pizzini. On je bio prvi od petero djece. Kršten je kao Giovanni Battista Clemente 10. siječnja 1650. Pohađao je samostan Reda najmanjih čiji je poslije postao član. Bio je poznat kao kateheta u Longobardiji i rimskim krugovima. 1683. je pješke hodočastio do Loreta kako bi molio Gospodina, po zagovoru Marije, za oslobođenje Beča od Turaka. Papa Pio VI. ga je proglasio blaženim 17. rujna 1786., a papa Franjo svetim 23. studenog 2014. godine u Vatikanu. Spomendan mu se obilježava 2. veljače.